# فيريس إم سي
فيريس إم سي (بالألمانية: Sascha Reimann)‏ هو دي جيه وممثل ألماني، ولد في 2 أكتوبر 1973 في منطقة نويفيد في ألمانيا.

## وصلات خارجية
- الموقع الرسمي
- فيريس إم سي على موقع IMDb (الإنجليزية)
- فيريس إم سي على موقع ألو سيني (الفرنسية)
- فيريس إم سي على موقع ميوزك برينز (الإنجليزية)
- فيريس إم سي على موقع ديسكوغز (الإنجليزية)
- فيريس إم سي على موقع قاعدة بيانات الفيلم (الإنجليزية)
- فيريس إم سي على موقع كينوبويسك (الروسية)